# Луїсбурзька фортеця
Фортеця Луїсбург, також Луісбурґ (англ. Fortress of Louisbourg; фр. Forteresse de Louisbourg) — національне історичне місце в Кейп-Бретоні, Нова Шотландія, Канада.

## Історія
Перше європейське поселення на місці Луїсбурга було засновано в 1713 році і спочатку називалося «Havre à l'Anglois». Згодом маленьке рибальське поселення значно виросло і стало одним з найбільш жвавих портів XVIII століття на американському континенті. До середини 1740-х років Луїсбург став найбільшим і найукріпленішим поселенням в Америці.
Оборона фортеці підтримувалася двома невеликими фортами, розташованими поблизу. Фортеця була розташована в низовині і орієнтована в основному на відбиття нападів з моря. Домінуючі пагорби, розташовані поруч, ускладнювали сухопутну оборону проти артилерії.
Захоплена англійцями в 1745, фортеця була одним з ключових предметів у мирних переговорах у війні за австрійську спадщину.
За угодою 1748 року фортецю повернули французам в обмін на індійське місто Мадрас, що викликало невдоволення місцевих властей, які поклали немалі матеріальні і людські ресурси в тракті попередньої Війни короля Георга. У висліді Семирічної війни британські війська знову захопили фортецю.
Необхідність форту на острові Кейп-Бретон назріла для забезпечення безпеки столиці Нової Франції Квебека. Нова фортеця-порт повинна була прикрити протоку Кабота від проходу англійських кораблів у затоку св. Лаврентія. Спочатку французи планували заснувати фортецю в іншому місці острова, але сильні зимові морози змусили їх вибрати місце на якому знаходиться сучасний Луїсбург.
Нове поселення отримало назву «Havre Louisbourg» на честь французького короля Людовика XIV. Луїсбург став столицею французької колонії Іль-Руаяль. Побудована фортеця стала відмінним захисником Квебека. Численні рифи на півдні затоки і острів на півночі з розміщеними артилерійськими батареями захищав вхід у гавань порту.
Британцям залишалася лише 150-метрова протока, з цієї причини Луїсбург називали «північним Гібралтаром» або «американським Дюнкерком».. Також новий порт дозволив Франції одержати доступ до величезних рибних ресурсів Великої Ньюфаундлендської банки.
Стрімко розвиваючись, Луїсбург став досить великим містом. У ньому був комерційний район, житловий район, військова споруди, а також ринки, готелі і таверни в передмістях. Фортеця стала другим за значенням торговельним містом Нової Франції.

### Населення

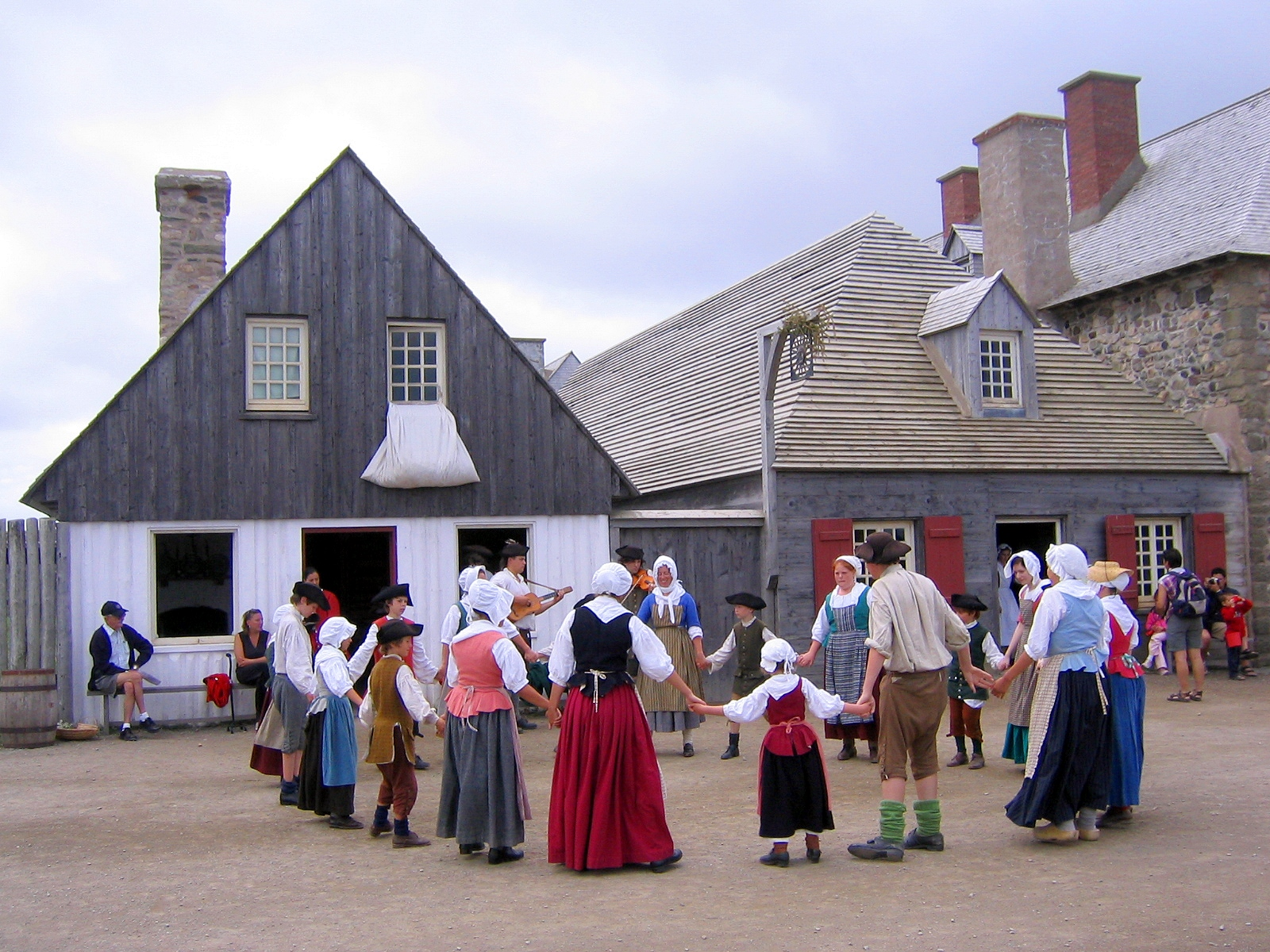
Костюмована вистава в фортеці

Першими мешканцями стали 116 чоловіків, 10 жінок і 23 дитини. У 1719 населення міста становило 823 осіб, 7 років потому в 1726 рік вже 1296 поселенців. У 1734 було 1616, а до 1752 населення Луїсбург стало 4174, незважаючи на те що багато життів забрала віспа в 1731—1732 роках.
Будівництво Луїсбурга стало важливою інвестицією в розвитку своєї колонії. Рибний промисел для Франції став більш важливим, ніж торгівля хутром. До 1731 у Луїсбурзі рибалки експортували 167000 тонн тріски і 1600 барелів риб'ячого жиру. Рибальський флот налічував приблизно 400 шлюпок і 60-70 шхун.

### Фортифікація

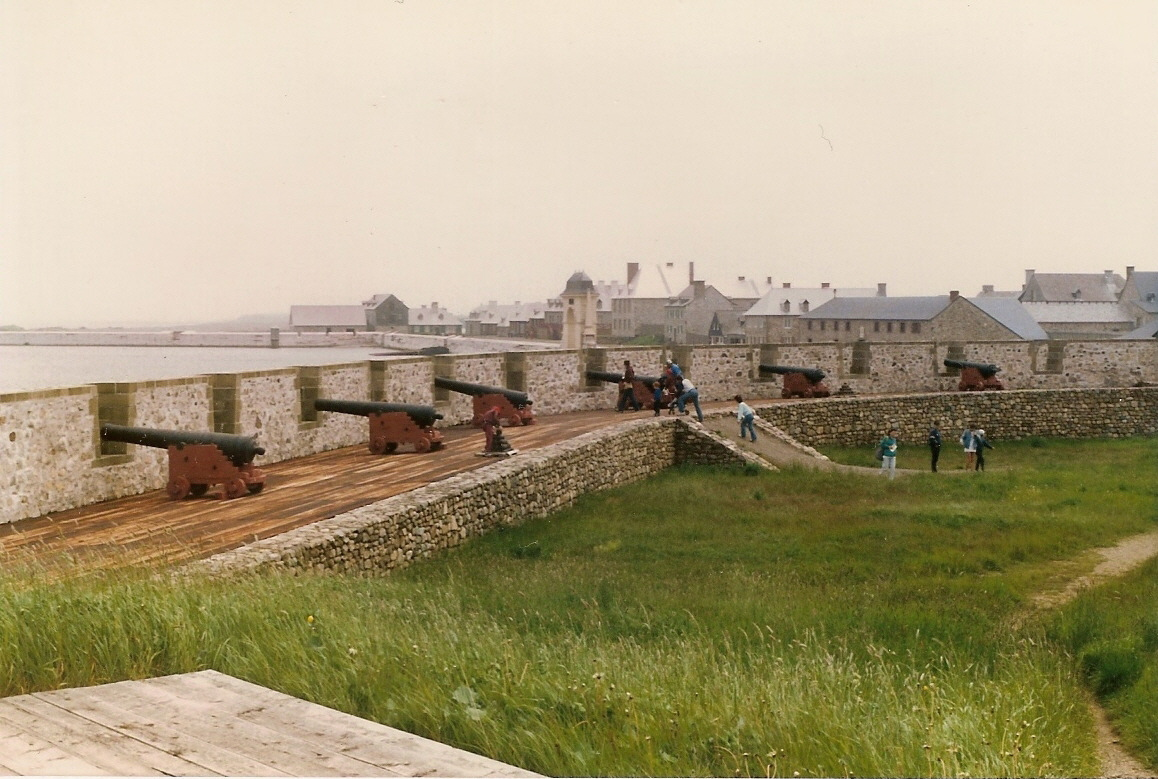
Східна фортечна стіна з гарматами

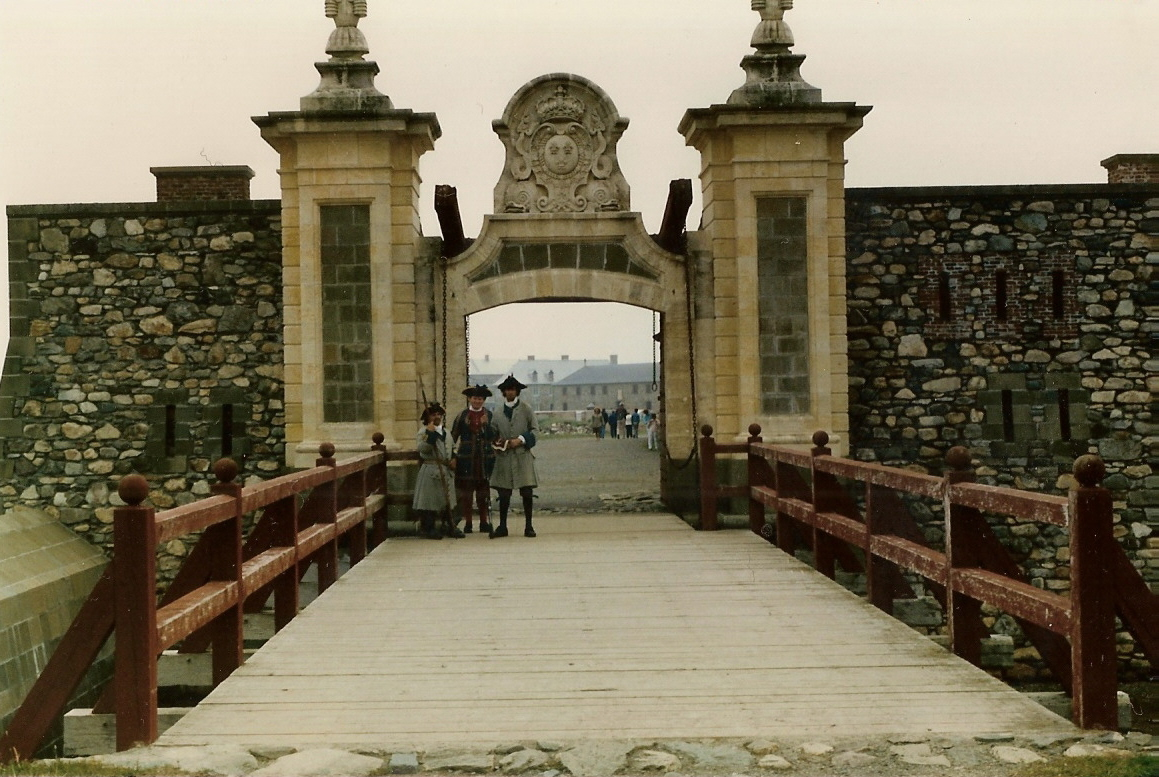
Фортечні ворота

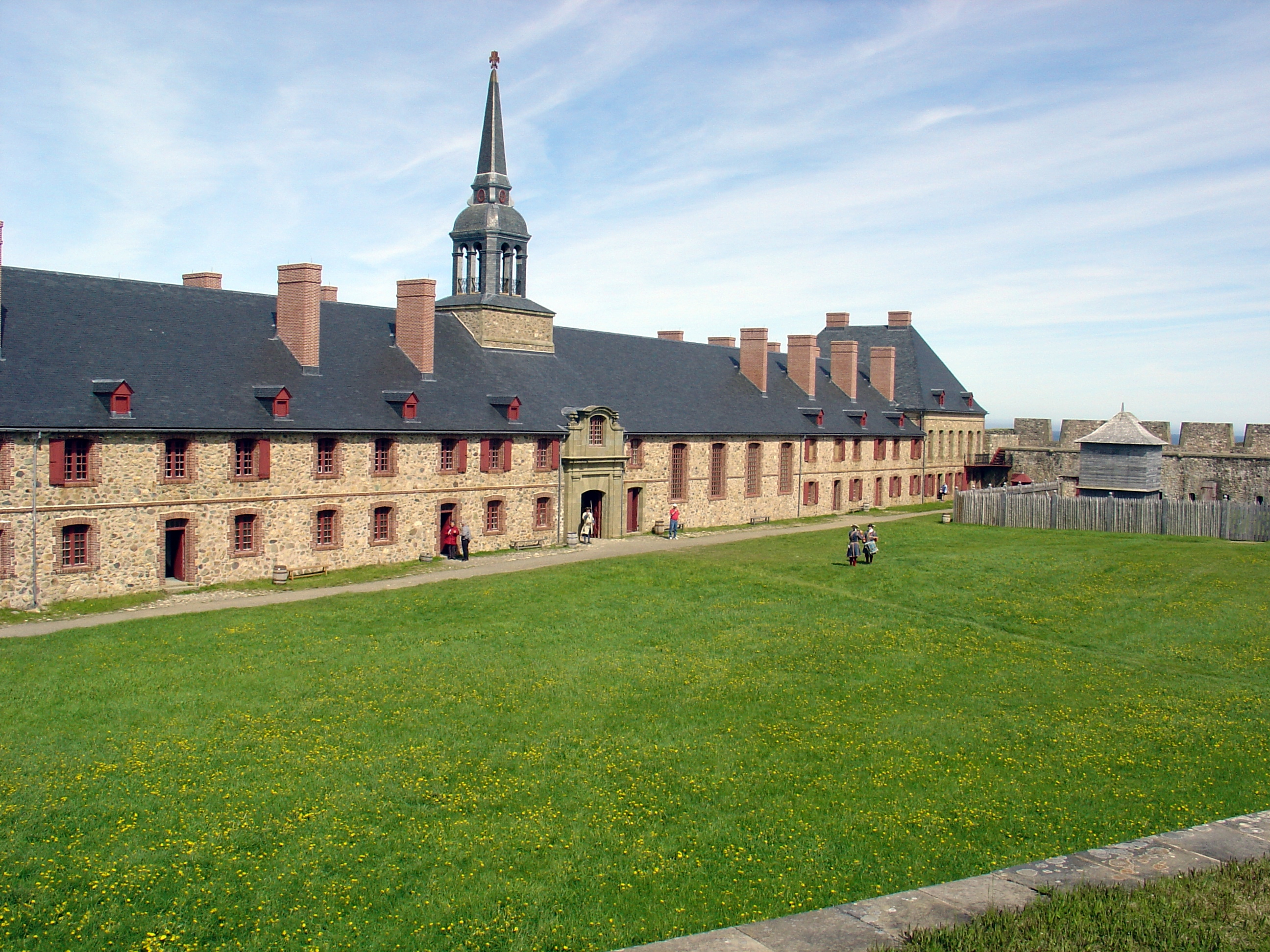
Будинок губернатора і казарми

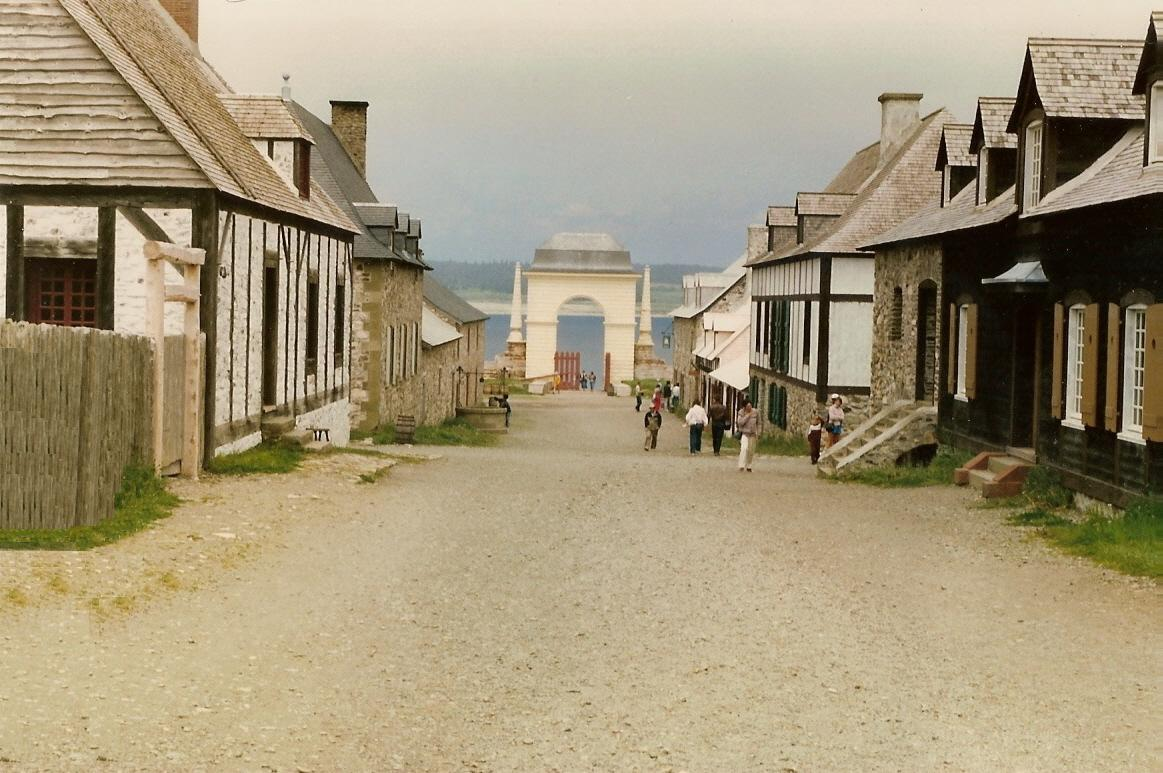
Головна вулиця веде до гавані

Фортеця славилася своїми укріпленнями, які французький архітектор Жан-Франсуа дю Вержері де Вервіль і будівельники зводили 28 років. Зведення фортеці коштувало Франції 30 млн ліврів. З приводу величезної на ті часи вартості зведення фортеці французький король Людовик XV жартував що за таку ціну він повинен був би бачити шпилі фортеці зі свого палацу в Версалі.
Загальна довжина стін форту становить приблизно 4 кілометри, висота стін з сухопутної сторони близько 10 метрів. Фортеця була з 6 бастіонами з двома воротам, одні з яких можна спостерігати в даний час. Зі східного боку, що виходить до моря, висота стін всього близько п'яти метрів, ширина близько 2. На стінах, що виходять на гавань було розміщено 15 гармат.Всього в фортеці було облаштовано 148 амбразур, однак істориками було встановлено, що тільки в приблизно 100 з них були встановлені гармати.
Невеликий острів в гавані порту був також укріплений стінами висотою в 3 метри і товщиною в 2,5 метра. На острові було встановлено 31 24-фунтова гармата. Сам острів мав лише оборонне значення, на ньому була облаштована лише невелика пристань

### Перша облога
У 1745 у в ході війни за австрійську спадщину війна велася також і на американському континенті. Луїсбург мав величезне значення для оборони Нової Франції. Французи змушені були капітулювати 16 червня 1745 під натиском Британського королівського флоту і сухопутних сил прибулих з Новій Англії. Французи намагалися повернути фортеця, але послана експедиція сильно постраждала від штормів і атак британців так і не досягнувши Луїсбург.
У 1748 році в результаті мирних переговорів Луїсбург був повернутий Франції взамін територій захоплених під час війни в Нідерландах, а також британський військовий пост в Мадрасі, Індія. Для французів повернення Луїсбург було принциповим, економічне і військове значення міста для Франції було важко переоцінити. До того ж місто носило ім'я їхнього короля. Англійці повернувши французам Луїсбург заснували в 1749 у фортецю і порт Галіфакс, який згодом став самим найбільшої військово-морською базою Нової Англії.

### Друга облога Луїсбургу

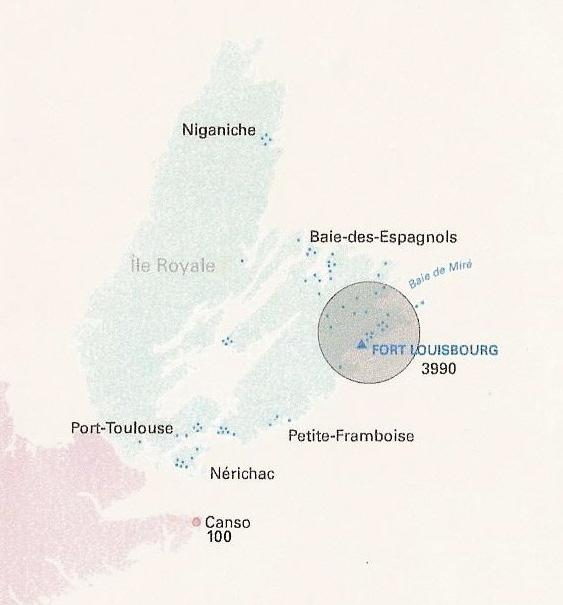
Louisbourg в 1750

Британські колонії в Північній Америці розширилися аж до кордонів Нової Франції. Французи і союзні їм племена індіанців противилися просуванню британських колоністів на північ і захід що призводило до збройних сутичок які призвели до початку збройного конфлікту в 1754 році. Франко-індіанська війна викликала в подальшому Семирічна війна в Європі.
Великомасштабна операція французького флоту розпочата в 1757 році по захисту узбережжя Нової Франції запобігло напад англійців. Але недостатня підтримка в наступному, 1758 році, дозволила англійцям провести висадку для облоги Луїсбургу. Облога закінчилася капітуляцією французів 26 липня 1758 року. Англійці в 1759 році використали Луїсбург як відправну базу для наступу на столицю Нової Франції місто Квебек.
Фортечні споруди розбиралися англійцями для запобігання використання її французами. Після укладення миру англійці покинули фортецю, будматеріали відправили в Бостон для використання в будівництві різних будівель.

## Реконструкція

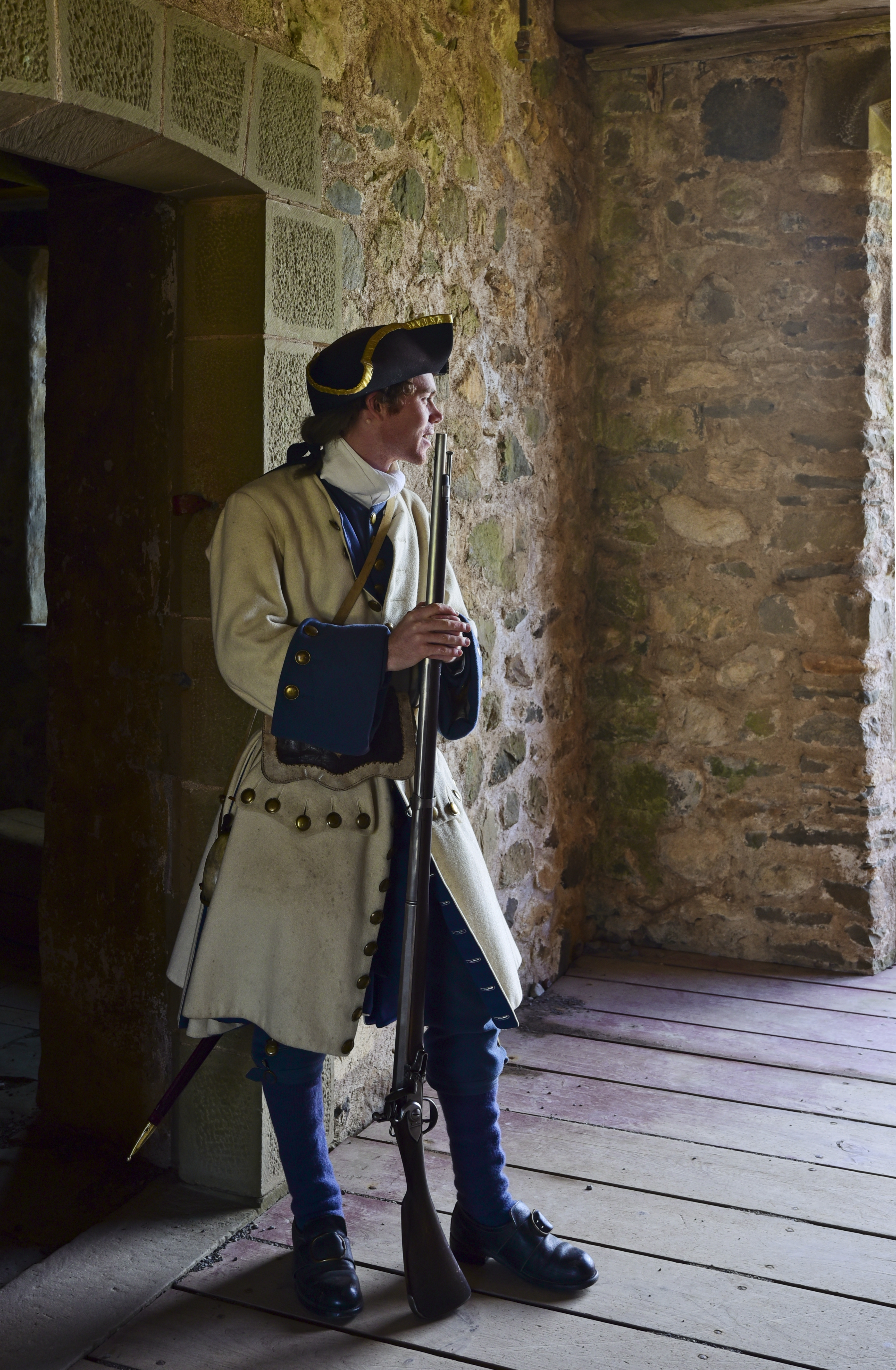
Екскурсоводи перебрані за реальних мешканців і членів гарнізону.

У 1961 році уряд Канади вирішив відновити одну четверту частину фортеці.
До XX століття фортеця була повністю зруйнована. Проведена реконструкція зажадала консолідації величезних зусиль архітекторів, каменярів. За проектом фортеця відновлювалася в тому вигляді, у якому вона існувала в період свого розквіту у 1740-і роки. У реконструкції брали участь безробітні шахтарі з індустріальної частини Кейп-Бретона. В даний час Луїсбург є національною історичною пам'яткою Канади, якою управляє спеціальна організація як частина системи національних історичних місць Канади. На території фортеці проводяться екскурсії та історичні реконструкції, включають демонстрацію зброї, одягу і побуту колонії XVIII століття.